# Homolobus ethiopicus
Homolobus ethiopicus är en stekelart som beskrevs av Van Achterberg 1979. Homolobus ethiopicus ingår i släktet Homolobus och familjen bracksteklar. Inga underarter finns listade i Catalogue of Life.